# 分郡守護
分郡守護（ぶんぐんしゅご）とは、室町時代に国ごとに置かれた守護とは別に郡単位で設置された守護のこと。ただし、近年その存在を否定する新説も出されている（後述）。
本来であれば、国ごとの守護にその国が属する全ての郡の支配権が与えられるの原則になっていたが、当該国の守護の牽制などを目的として一部の郡を切り離して分郡として、他の者を守護に任じたとされる。
分郡の守護にはその郡が隣接する他の国の守護大名やその守護家の庶流、将軍の側近（守護家の庶流出身者が多い）や幕府機関の頭人（長官）を務める評定衆などが起用された。
代表的な例として、摂津国では本来の守護である細川氏京兆家以外に最大6名の分郡守護が置かれたとされ、中でも有馬郡を支配した赤松氏庶流の有馬氏は戦国時代末期まで支配を維持した。他にも大和国宇智郡を支配した畠山氏、尾張国知多郡および三河国渥美郡を支配した一色氏、遠江国の東側3郡の支配を認められた今川氏などが知られ、戦国時代に入るまで守護が設置されなかった陸奥国では郡検断奉行が分国守護の役目を果たしたとされている。
だが、2013年に山田徹が分郡守護の存在を否定する論文を発表して注目されている。山田説の特徴としては、これまで分郡守護としてみなされてきた事例は領主が郡単位で知行しているだけに過ぎず、国の守護の権限が及ばなかったためにあたかも守護権が分割されているように見えるだけの現象であり、更に実際には分郡に対してもその国の守護が遵行権を行使している事例も確認できるために分郡の領主が守護の権限を排除出来ていないことを指摘して、「分郡守護」という概念は分郡支配の実態を反映しておらず、当時の文書にも実際に登場する「郡主」を用いるのが適切であるとしている。